# Urostola magica
Urostola magica är en fjärilsart som beskrevs av Edward Meyrick 1891. Urostola magica ingår i släktet Urostola och familjen mätare. Inga underarter finns listade i Catalogue of Life.